# Walker Flat
Walker Flat är en ort i Australien. Den ligger i regionen Mid Murray och delstaten South Australia, omkring 89 kilometer öster om delstatshuvudstaden Adelaide. Antalet invånare är 143. Den ligger vid sjön Lake Bywaters.
Trakten runt Walker Flat är nära nog obefolkad, med mindre än två invånare per kvadratkilometer.. Walker Flat är det största samhället i trakten. 
Omgivningarna runt Walker Flat är i huvudsak ett öppet busklandskap. Genomsnittlig årsnederbörd är 363 millimeter. Den regnigaste månaden är februari, med i genomsnitt 59 mm nederbörd, och den torraste är december, med 8 mm nederbörd.